# Ucieczka przed Armią Czerwoną przez Zalew Wiślany

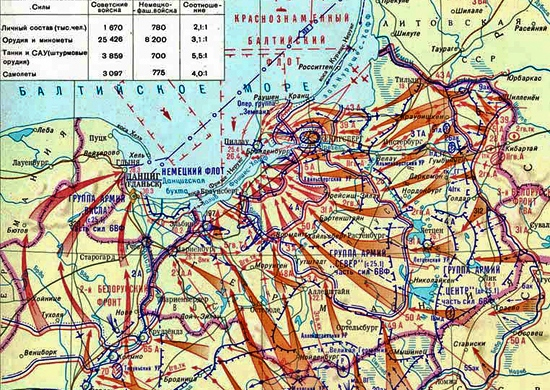
Mapa sowieckiej operacji wschodniopruskiej w 1945 roku

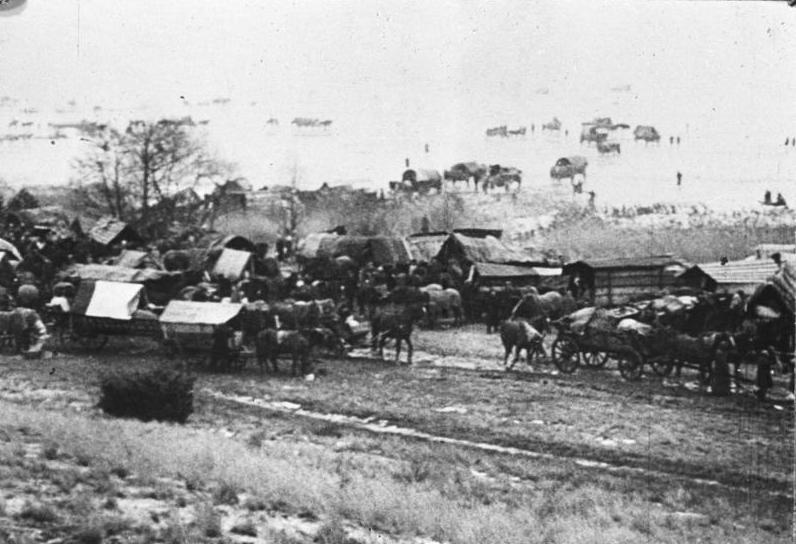
Exodus uchodźców z Prus Wschodnich przez zamarznięty Zalew Wiślany na Mierzeję Wiślaną

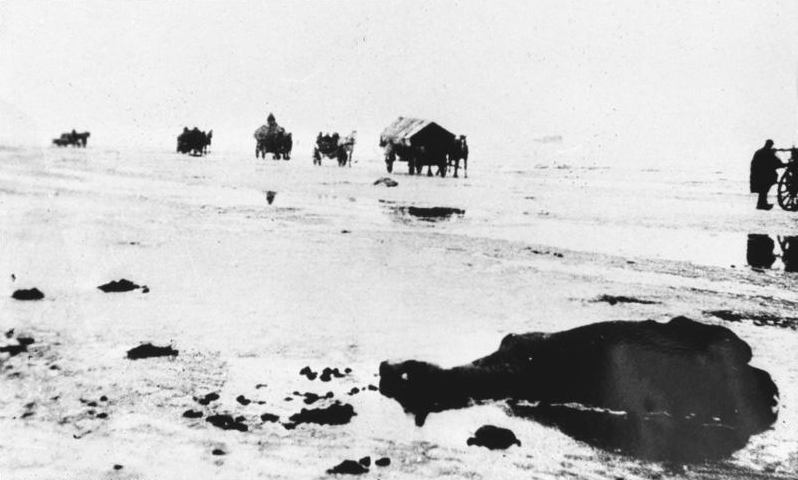
Martwy koń na tle uciekającej z Prus Wschodnich ludności

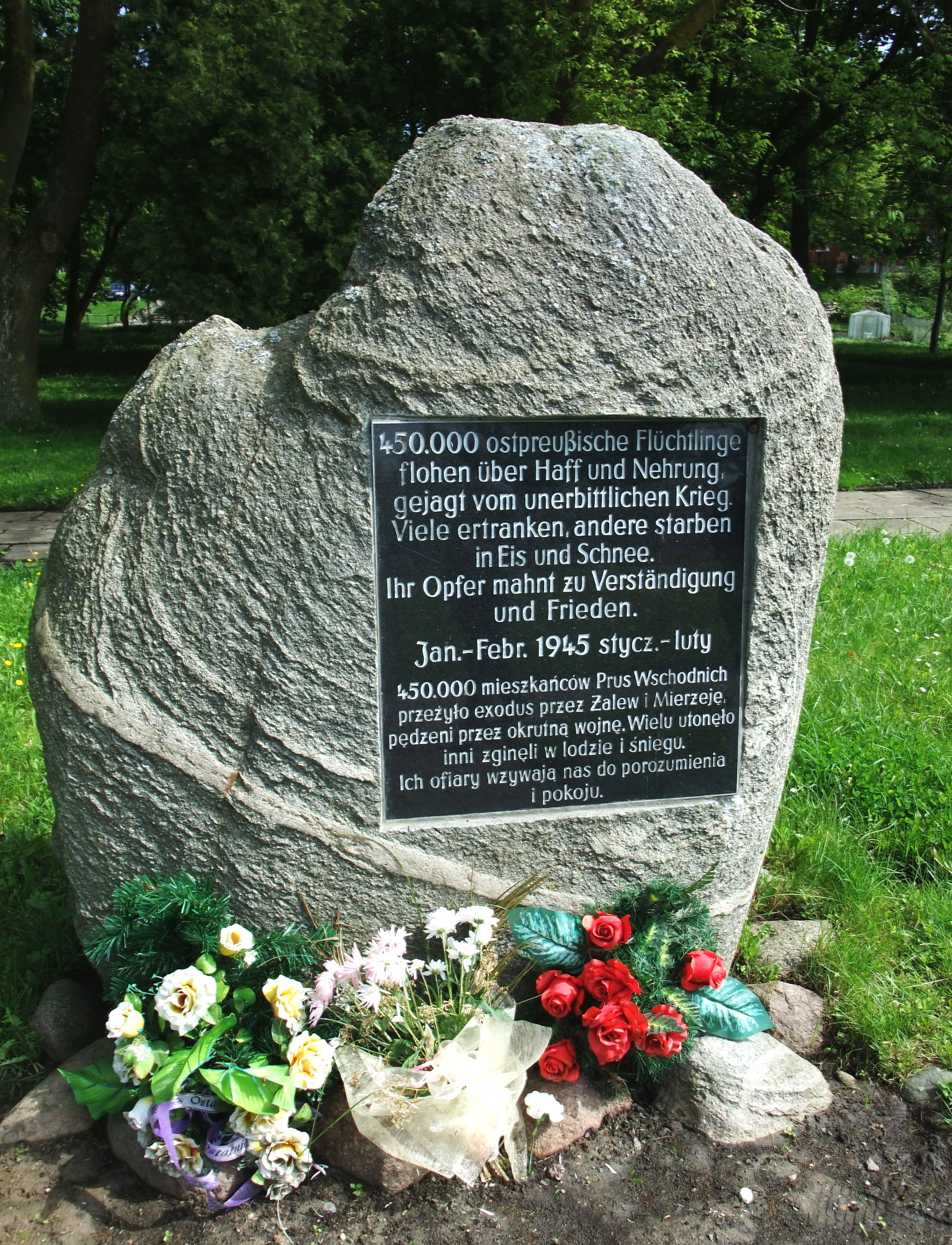
Pomnik pamięci exodusu przez Zalew Wiślany we Fromborku, mówiący o liczbie 450 000 uciekinierów przez Zalew Wiślany

Ucieczka przed Armią Czerwoną przez Zalew Wiślany – exodus ludności z Prus Wschodnich przed nadciągającym frontem Armii Czerwonej w okresie od końca stycznia do marca 1945 roku przez zamarznięte wody Zalewu Wiślanego. 

## Historia
W wyniku dojścia sił radzieckich (operacja mławsko-elbląska) do wybrzeży Zalewu Wiślanego w okolicach Elbląga pod koniec stycznia 1945 roku zarówno wojska Wehrmachtu w Prusach Wschodnich, jak i ludność cywilna zostały całkowicie odcięte w kotle braniewskim/świętomiejskim. Jedyną szansą na ewakuację pozostawał zamarznięty o tej porze roku Zalew Wiślany. 
Przeprawa przez Zalew była o tyle trudna, że Niemcy utrzymywali na nim pas niezamarzniętej wody, dla umożliwienia przepłynięcia na otwarte wody Bałtyku okrętów podwodnych produkowanych w zakładach w Elblągu. Jeszcze w nocy z 26 na 27 stycznia 1945 roku niemiecki lodołamacz rozpruł taflę lodu na linii od Elbląga do Piławy, aby tędy przeprowadzić trzy torpedowce. Dlatego nad torem niezamarzniętej wody zbudowano pod koniec stycznia specjalne, prowizoryczne drewniane mosty. Uchodźcy jednak nie zawsze do nich docierali, gdyż błądząc w nocy i we mgle, gubili się, zamarzali bądź tonęli, gdy załamywał się pod nimi lód. Osłona nocy dawała jednak szansę na przeżycie, gdyż z drugiej strony uniemożliwiała sowieckim pilotom loty, a przez to ostrzał uciekinierów. Natomiast przy dobrej pogodzie radzieckie Wojskowe Siły Powietrzne bombardowały kolumny zaprzęgów konnych i ostrzeliwały je z broni pokładowej. Ludzie ginęli od pocisków albo tonęli w lodowatej wodzie.
Exodus przez Zalew Wiślany trwał do początku marca, kiedy stało się już za ciepło, a lód na Zalewie był zbyt cienki i kruchy. Gdy w marcu lód całkowicie zniknął, Zalew Wiślany stał się wielką mogiłą, kryjącą w swych wodach tysiące ludzi oraz zaprzęgi konne z wozami wraz z dobytkiem uchodźców. Szacuje się, że w okresie od 26 stycznia do 4 marca z liczącej 2,3 miliona ludności Prus Wschodnich, na Mierzeję Wiślaną po Zalewie Wiślanym przedostało się kilkaset tysięcy ludzi uciekających przed nadciągającym frontem Armii Czerwonej. Część z nich skierowała się na zachód i przez prom na Wiśle dotarła do Gdańska. Inni skierowali się w przeciwnym kierunku, do portu w Piławie w nadziei na dostanie się na pokład statku w porcie. Części uchodźców udało się dotrzeć do Niemiec, część zginęła po drodze, inni uwięzieni na Mierzei Wiślanej i Żuławach doczekali końca wojny i wkroczenia wojsk sowieckich.
Przez Zalew Wiślany ewakuowali się żołnierze, cywile, w tym starcy, kobiety i dzieci. Byli tam nie tylko Niemcy, ale też na przykład polscy robotnicy przymusowi czy francuscy lub brytyjscy jeńcy wojenni.
Jeszcze współcześnie znajdowane są przedmioty pochodzące z tamtej przeprawy – między innymi końskie rzędy czy zagubione przedmioty domowe, które uchodźcy zabierali ze sobą.